# Tom Stoltman

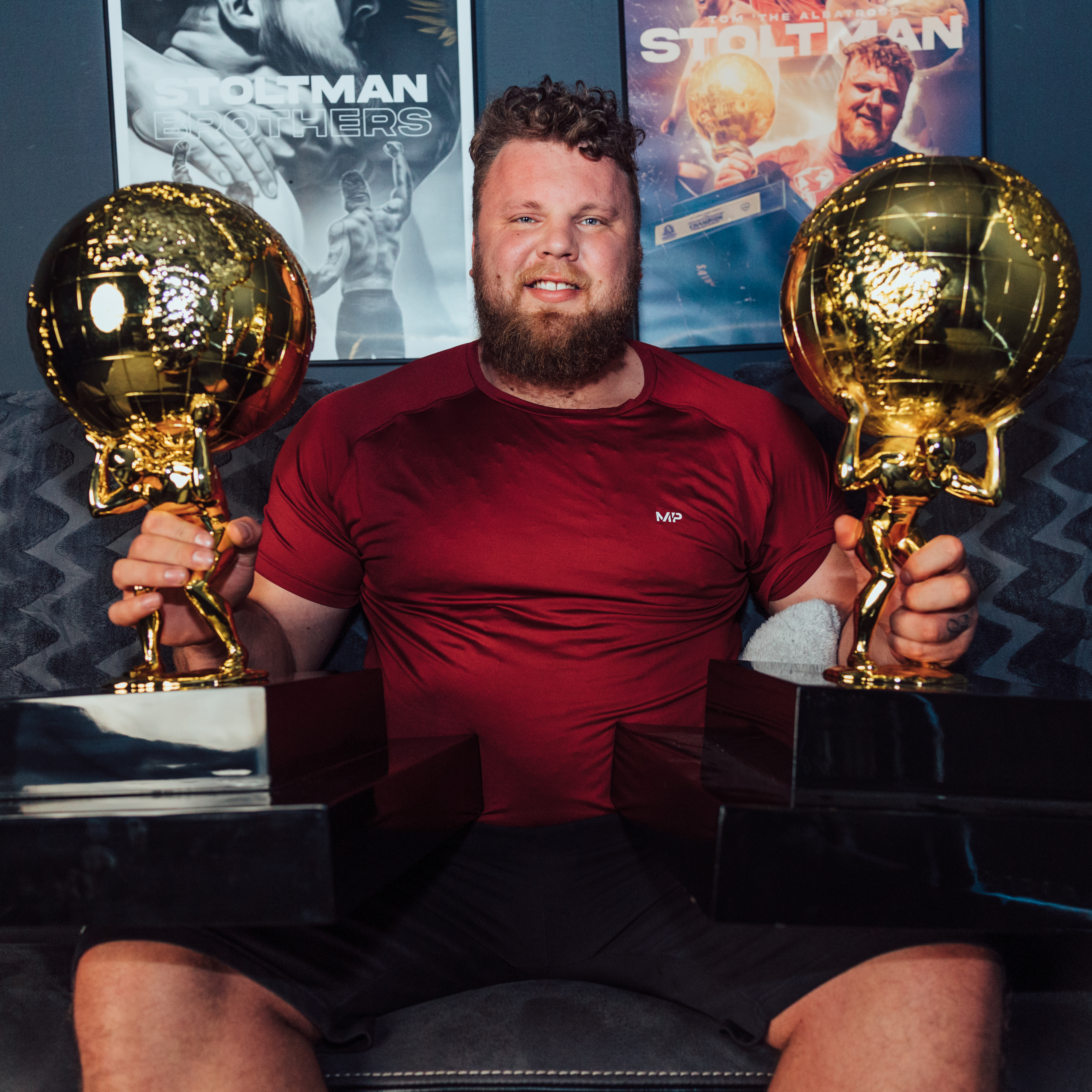
Tom Stoltman (2022)

Tom Stoltman (* 30. Mai 1994 in Invergordon, Schottland) ist ein Strongman-Wettkämpfer. Er ist dreifacher Gewinner des Wettbewerbs World’s Strongest Man.

## Leben und Karriere
Tom Stoltman ist der jüngere Bruder des fünffachen Scotland’s Strongest Man Luke Stoltman. Im Alter von 5 Jahren wurde bei ihm Autismus diagnostiziert. Im Alter von 18 Jahren nahm er an seinem ersten Wettkampf, den Highlands Strongest Man, teil und gewann. Tom Stoltman belegte im Finale des World’s Strongest Man 2019 vor dem vierfachen Champion Brian Shaw den 5. Platz. Beim World's Strongest Man Wettbewerb 2020 in Bradenton, Florida, belegte Stoltman den 2. Platz und gewann drei der sechs Disziplinen im Finale.
Am 20. Juni 2021 gewann Tom Stoltman den Wettbewerb und wurde damit der erste Mann aus Schottland, der den World's Strongest Man gewann. Im Jahr 2022 konnte er diesen Titel verteidigen und im Jahr 2024 zum dritten Mal gewinnen.
Stoltman hält mit 286 kg den Weltrekord im Atlasstein-Heben.
Stoltman ist 2,03 Meter groß und wiegt 185 kg (Stand Mai 2024).